# Hoplestigma pierreanum
Hoplestigma pierreanum là một loài thực vật thuộc họ Hoplestigmataceae, gần đây được APG III xếp trong họ Boraginaceae. Đây là loài đặc hữu của Cameroon. Môi trường sống tự nhiên của chúng là rừng khô nhiệt đới hoặc cận nhiệt đới. Chúng hiện đang bị đe dọa vì mất môi trường sống.